# Liolaemus poecilochromus
Liolaemus poecilochromus — вид ігуаноподібних ящірок родини Liolaemidae. Ендемік Аргентини.

## Поширення і екологія
Liolaemus poecilochromus мешкають на півночі провінції Катамарка, переважно в департаменті Антофагаста-де-ла-Сьєрра. Вони живуть на високогірних луках пуна, в тріщинах серед скель. Зустрічаються на висоті від 3600 до 4500 м над рівнем моря. Є всеїдними і живородними.